# Nudelman N-37
Nudelman N-37 je snažni sovjetski zrakoplovni automatski top kalibra 37 mm. Dizajnirao ga je V. Y. Nemenov iz Nudelmanovog dizajnerskog ureda. Razvijen je kako bi zamijenio stariji Nudelman-Suranov NS-37 te je uveden u službu 1946. godine. N-37 je za 30% laganiji od svojeg prethodnika ali ima i 23% manju izlaznu brzinu.
N-37 ispaljuje masivne granate s HEI-T (735 gr.) i AP-T (760 gr.) punjenjem. Izlazna brzina smatrala se dobrom ali je brzina paljbe bila niska, odnosno 400 granata u minuti. Jedna granata često je bila dovoljna da uništi neprijateljski bombarder.
Plinovi koji su se stvarali tijekom paljbe predstavljali su problem za lovce koji su nosili ovaj top kao i pronalaženje mjesta za smještaj njega i streljiva. Proizvodnja topa trajala je do kraja 1950-ih ali je ostao u službi mnogo godina kasnije.

## Inačice
- N-37 - osnovna inačica bez izlazne kočnice.
- N-37D - N-37 s izlaznom kočnicom.
- N-37L - N-37 s 1.950 mm dugom cijevi ali bez izlazne kočnice.
- NN-37 - poboljšana verzija N-37L koja je razvijena krajem 1950-ih za potrebe izviđačkog zrakoplova Jakovljev Jak-27. Od N-37L se razlikuje zato što ima pneumatski anti-trzajni akcelerator čime postiže brzinu paljbe između 600 i 700 granata u minuti. Redizajniran je i mehanizam pohrane streljiva.

## Platforme
N-37 su koristili sljedeći sovjetski zrakoplovi
- MiG-9
- MiG-15
- MiG-17
- MiG-19
- Jakovljev Jak-25
- Jakovljev Jak-27 (model NN-37)

## Vanjske poveznice
- Christian Koll: "Soviet Cannon - A Comprehensive Study of Soviet Arms and Ammunition in Calibres 12.7mm to 57mm", 2009., Austria: Koll, 341. str., ISBN 978-3-200-01445-9.